# Charles Lemercier de Longpré
Pour les articles homonymes, voir Lemercier et Longpré.
Charles Lemercier de Longpré, ou Charles Le Mercher de Longpré, baron d'Haussez, né à Neufchâtel-en-Bray (Normandie) le 20 octobre 1778 et mort à Saint-Saëns (Seine-Inférieure) le 10 novembre 1854, est un homme politique français, baron de l'Empire, député sous la Restauration, ministre de la Marine à la fin du règne de Charles X.

## Biographie
Issu d'une famille de magistrats attachée à l'Ancien Régime, le baron d'Haussez est le fils de Charles Étienne Le Mercher de Longpré, écuyer, seigneur d'Haussez, conseiller du roi, assesseur au bailliage de Neufchâtel, maître des requêtes à la Cour des comptes, aides et finances de Normandie (reçu en 1783), et d'Anne Louise Bézuel.
Sitôt ses études terminées, tout jeune encore, il entre dans les complots royalistes qui se tramèrent vers la fin de la période révolutionnaire. En l'an VII, il sert dans l'« armée royale de Normandie », fut dénoncé à la police, poursuivi, et doit se cacher jusqu'en 1804.
Il se remet à conspirer et se trouva compromis dans l'affaire de la tentative de débarquement de Cadoudal et Pichegru sur la côte de Biville. Prévenu d'avoir favorisé l'entreprise des conjurés, il est poursuivi puis acquitté faute de preuves.
Rallié à l'Empire, il est nommé en 1805 maire de sa ville natale de Neufchâtel (aujourd'hui Neufchâtel-en-Bray). Il est créé baron de l'Empire par décret impérial du 2 janvier 1814.
Mais il ne tarde pas à renouer avec son inclination légitimiste. Empressé à saluer Louis XVIII à la tête d'une délégation neufchâteloise, commandant de la garde nationale après Waterloo, et conseiller général de la Seine-Inférieure, il est élu député par le grand collège de ce département le 22 août 1815. Il avait précédemment échoué, le 10 mai, comme candidat à la chambre des Cent-Jours dans l'arrondissement de Neufchâtel-en-Bray.

### Député et préfet
Dans la Chambre introuvable, le baron d'Haussez fait partie de la majorité ministérielle.
Le 6 décembre 1815, il s'oppose à la proposition Hyde de Neuville tendant à faire juger par une commission parlementaire les individus exceptés de la loi d'amnistie. Il défend l'institution du jury et combat l'idée de rendre au clergé le droit exclusif d'enregistrement des actes de l'état civil.
Après la dissolution de la Chambre, à laquelle il applaudit, en septembre 1816, il n'est pas réélu député.
En 1817, il laisse la mairie de Neufchâtel au baron de Villers.
Il débute alors une carrière dans l'administration préfectorale en étant nommé préfet des Landes (28 mai 1817) puis préfet du Gard (19 mars 1819) et préfet de l'Isère (1820). 
C'est pendant son administration qu'éclatent les troubles de Grenoble (1821), à la suite de la révolution du Piémont. Le général Pamphile de Lacroix, commandant la division, met le département en état de siège contre l'avis du baron d'Haussez, qui en appelle au gouvernement et obtient le retrait de cette mesure. Il n'en prend pas moins une part active à la répression qui étouffe les troubles.
Il est nommé Préfet de la Gironde (7 avril 1824).
Fait maître des requêtes au Conseil d'Etat en 1820, il est nommé en 1826 Conseiller d'État.
Il reçoit le titre de baron héréditaire sur institution d'un majorat assis sur la terre d'Haussez, suivant des lettres patentes du 26 avril 1827.
Il reparaît à la Chambre des députés le 17 novembre 1827, élu par le 2e arrondissement électoral des Landes (Dax). Il siège dans la majorité, mais lorsque Charles X se sépare du vicomte de Martignac pour appeler le prince de Polignac à former un nouveau ministère, le baron d'Haussez accepte, le 23 août 1829, le portefeuille de la Marine en remplacement du vice-amiral de Rigny.

### Ministre de la Marine

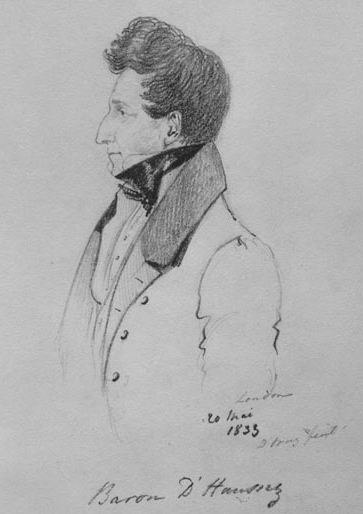
Charles Lemercier de Longpré portraituré par Alfred d'Orsay.

Il signale son passage au gouvernement par le rôle important qu'il joue dans la préparation et la conduite de l'expédition d'Alger. Avec ses collègues Bourmont, Courvoisier et Guernon-Ranville, il contribue à faire révoquer le traité d'abord conclu avec les envoyés du pacha d'Égypte, Méhémet Ali, en vertu duquel ce dernier était chargé de courir sus aux pirates d'Afrique, et de venger le coup d'éventail donné par le dey d'Alger au consul de France Pierre Deval.
Dès qu'il eut été décidé que la France s'armerait elle-même pour sa propre querelle, l'Angleterre demanda des explications, se plaignit et recourut même à la menace. La France lui fit connaître que le Roi ne déposerait les armes qu'après avoir atteint le double but qu'il s'était proposé, à savoir le redressement des griefs avec le Dey d'Alger, cause immédiate des hostilités, et, en second lieu, le triomphe des intérêts communs à toute la chrétienté. Cette attitude irrita profondément l'Angleterre. À Paris, l'ambassadeur d'Angleterre, sir Charles Stuart, essaya d'intimider le baron d'Haussez dans des entretiens semi-diplomatiques. Mais le ministre de la Marine repoussa ces démarches et l'on dit même que, dans la conversation, irrité du ton tranchant de l'ambassadeur, il lui déclara : « Si vous désirez une réponse diplomatique, M. le président du conseil vous la fera. Pour moi, je vous dirai, sauf le langage officiel, que nous nous f*** de vous ! ».
Le baron d'Haussez fait poursuivre avec ardeur les préparatifs de l'effort de guerre. Dans tous les ports du royaume, il double la tâche des ouvriers ainsi que leur salaire et affrète en moins de trois mois cent bâtiments de guerre et quatre cents de transport. La plupart des amiraux déclaraient pourtant le débarquement impossible, mais ils n'entament pas la résolution du ministre, qui, fort de l'opinion de deux capitaines de vaisseau employés au blocus d'Alger, Gay de Taradel et Dupetit-Thouars, passe outre, déchire la nomination de l'amiral Roussin au commandement de la flotte, et en confie le commandement à l'amiral Duperré, alors préfet maritime à Brest. Son activité contribue à faire de l'expédition d'Alger un succès.
Le 25 juillet 1830, le baron d'Haussez signe les ordonnances de Saint-Cloud, non sans avoir présenté quelques observations de forme.
Le 28, il paraît, dit-on, dans les rangs des troupes royales. Quand la victoire fut acquise à l'insurrection, il se rend à Saint-Cloud auprès de Charles X, puis, via Saint-Saëns, gagne Dieppe et, de là, l'Angleterre.

### Exil et retraite

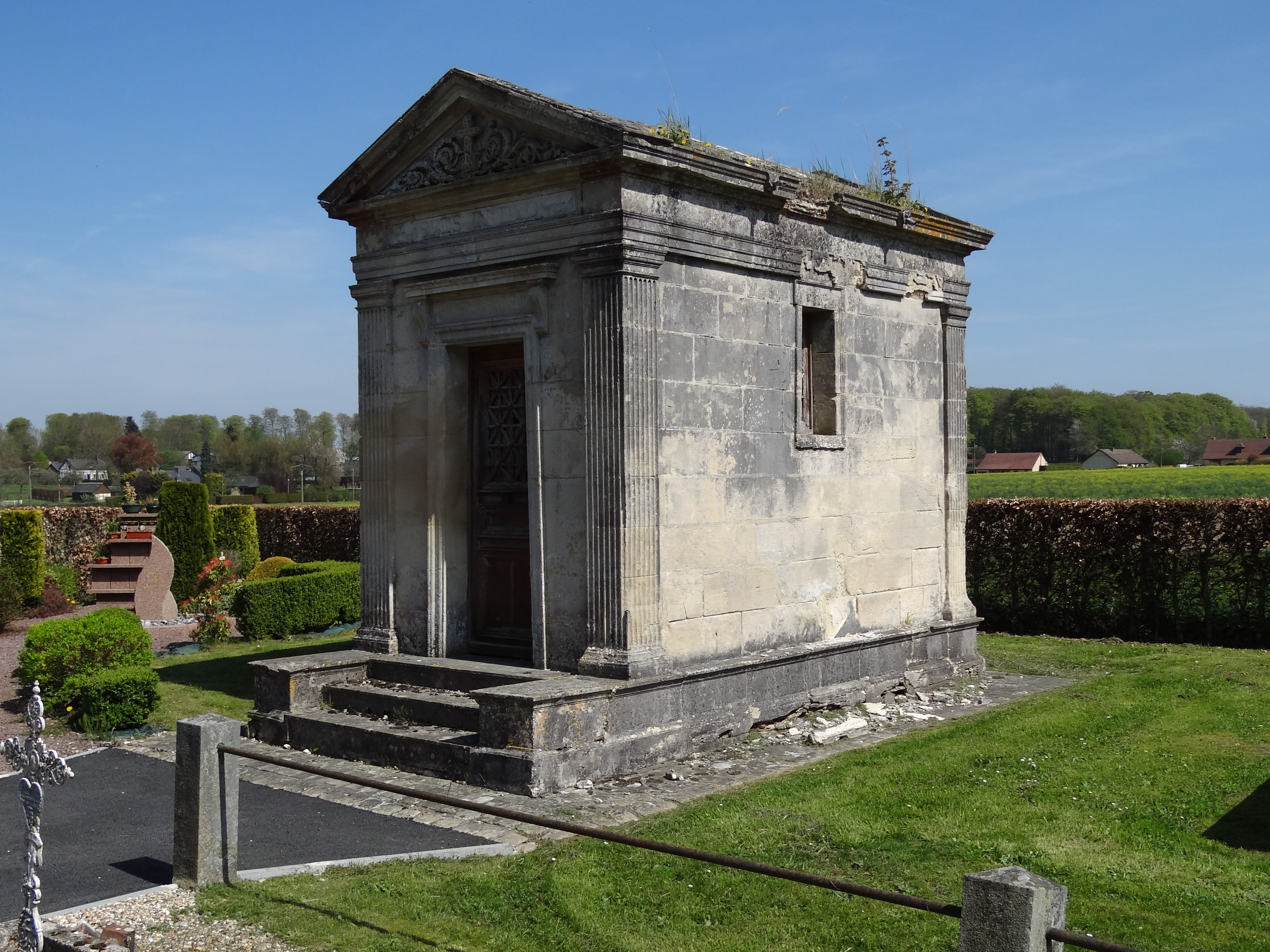
La chapelle de la famille Lemercier de Longpré au cimetière de Ventes-Saint-Rémy (Seine-Maritime).

Impliqué dans le procès des ministres, il est condamné par contumace, le 11 avril 1831, à la détention perpétuelle. Il passe son temps d'exil à visiter l'Italie, la Suisse, l'Allemagne, l'Europe centrale (Hongrie, Transylvanie), et rentre en France à la faveur de l'amnistie de 1839.
Il fixe sa résidence dans le département de la Seine-Inférieure. Ayant renoncé à la politique, il publie des récits de ses voyages.
Il meurt en 1854 au château de Saint-Saëns, aujourd'hui golf de Saint-Saëns, et est inhumé dans la chapelle familiale du cimetière de Ventes-Saint-Rémy.

### Distinction
- Officier de la Légion d'honneur (à dater du 22 août 1824)[13]

### Hommage
- Une rue de sa ville natale, dont il fut maire, Neufchâtel en Bray, porte son nom.

### Mariage et descendance
Il épouse à Neufchâtel en Bray le 3 octobre 1796 (12 vendémiaire an V) Rose Catherine Emilie Patry des Hallais (Neufchâtel en Bray, 5 février 1782 - Saint Saëns, 30 novembre 1866) fille de Charles Denis Hippolyte Patry des Hallais, conseiller du roi, auditeur en la Chambre des Comptes de Normandie, et de Emilie Félicité Adélaïde Estard de Tourneville. Tous deux ont uniquement une fille, décédée avant eux :
- Ernestine Le Mercher de Longpré (Neufchâtel en Bray, 26 juillet 1798 - Saint Saëns, 17 août 1850), mariée à Neufchâtel en Bray le 3 mars 1819 avec Joseph Michel de Saint-Albin, baron Michel de Saint Albin en 1830, député de la Moselle de 1827 à 1830 (1784-1858), dont postérité..

## Publications
Le baron d'Haussez a publié plusieurs écrits sur la politique et l'administration ainsi que des récits de voyage durant son exil :
- Réflexions d'un ami du roi, par M. ***, ancien député (1816)
- Un mot à M. de Chateaubriand (1817)
- Considérations sur l'agriculture et l'industrie dans les Landes, 110 p. (1817) [lire en ligne] ;
- Etudes administratives sur les Landes, ou Collection de Mémoires et d'écrits relatifs à la contrée renfermée entre la Garonne et l'Adour, 1826, Bordeaux, chez Gassiot fils aîné, 166 pages, lire en ligne ;
- Des routes et des canaux (1828) ;
- Souvenirs pour servir à la statistique  du département de l'Isère, 1828, Bordeaux, imprimerie de Lanefranque, III-166 pages ;
- Philosophie de l'exil (1832)
- La Grande Bretagne en 1833. 2 vol. in 8°, Paris, A. Pinard, XXIV-331 & 351 p. (1833) ;
- Voyage d'un exilé. De Londres à Naples et en Sicile, en passant par la Hollande, la confédération germanique, le Tyrol et l'Italie, 1835, Paris, Allardin, 2 volumes, 447-422 pages, tome premier ; tome second, lire en ligne ;
- Alpes et Danube. Voyage en Suisse, Styrie, Hongrie et Transylvanie, 1837, Paris, Dupont, 2 volumes,  (lire en ligne : vol. 1 ; vol. 2) ;
- Études morales et politiques, 1844, Paris, Amyot, 360 pages, lire en ligne ;
- Moi (1854)
- Mémoires du baron d'Haussez, dernier ministre de la marine sous la Restauration, publiés par son arrière-petite-fille la duchesse d'Almazan - Introduction et notes par le comte de Circourt et le comte de Puymaigre, 2 Tomes, Paris, Calmann Lévy éditeur, 1896-1897 (consultable sur Gallica)

### Sources
- « Charles Lemercier de Longpré », dans Adolphe Robert et Gaston Cougny, Dictionnaire des parlementaires français, Edgar Bourloton, 1889-1891 [détail de l’édition]
- « Charles Lemercher de Longpré d'Haussez », sur Sycomore, base de données des députés de l'Assemblée nationale
- Base Léonore de la Légion d'honneur "LEMERCHER BARON D'HAUSSEZ"